# Aelurillini
Aelurillinae es una tribu de pequeñas arañas araneomorfas, pertenecientes a la familia Salticidae.  Se distribuyen por Eurasia, en África y América del Norte.

## Géneros
- Aelurillus Simon, 1884 — Eurasia, Africa (68 espècies)
- Asianellus Logunov & Heciak, 1996 — Paleártico (5 espècies)
- Langelurillus Próchniewicz, 1994 — Africa (11 espèces)
- Langona Simon, 1901 — Asia, Afriqca (35 espècies)
- Microheros Wesolowska & Cumming, 1999 — Afrique del Sur (1 espècie)
- Phlegra Simon, 1876 — Africa, Eurasia, Amérique del Norte (76 espècies)
- Proszynskiana Logunov, 1996 — Asia central (5 espècies)
- Rafalus Prószynski, 1999 — Africa, Asia (11 espècies)
- Stenaelurillus Simon, 1885 — de l'Africa del Sur a  China (23 espècies)